# Peter Carlsson & Blå Grodorna
Peter Carlsson & Blå Grodorna är en svensk musikgrupp och showband.
Gruppen bildades 1993 när Peter Carlsson arbetade som skådespelare på Dalateatern i Falun. Han fick i uppdrag att ordna en musikalisk show, som sedan blev en publiksuccé.
Deras uppträdanden består av en blandning mellan musik och humor. Medeltida sånger varvas med folkvisor, rock'n'roll och visor av Evert Taube, Dan Andersson och Olle Adolphson och de har även använt sig av alla möjliga ovanliga "instrument" på scenen, som äggstrimlare, motorsågar, klädgalgar och kaffepannor. Peter Carlsson brukar småprata mellan låtarna, berätta skrönor och personliga anekdoter. Under flera säsonger var Scalateatern utsåld vid gruppens shower.
De har även haft en egen TV-serie (1996), och har turnerat runt landet med sina musikaliska shower. För arbetet inom gruppen har också Peter Carlsson belönats med såväl Karamelodiktstipendiet som Karl Gerhards hederspris.
Blå Grodorna bestod ursprungligen av Lars Dylte, Sören Johansson och Staffan Wiklander. Sören Johansson hoppade senare av gruppen och ersattes av Ola Norrman. Lars Dylte avled till följd av en hjärnblödning 2008, och Ola Norrman avled 2010. Sedan 2008 har även Kristin Stenerhag, Anders Neglin och Wojtek Goral samt Pär Grebacken ingått i gruppen.
År 2011 bestod gruppen av Peter Carlsson (sång & gitarr), Staffan Wiklander (sång & bas), Kristin Stenerhag (sång & keyboards), Pär Grebacken (sång & blåsinstrument) och Kjell Gustavsson (sång & trummor).

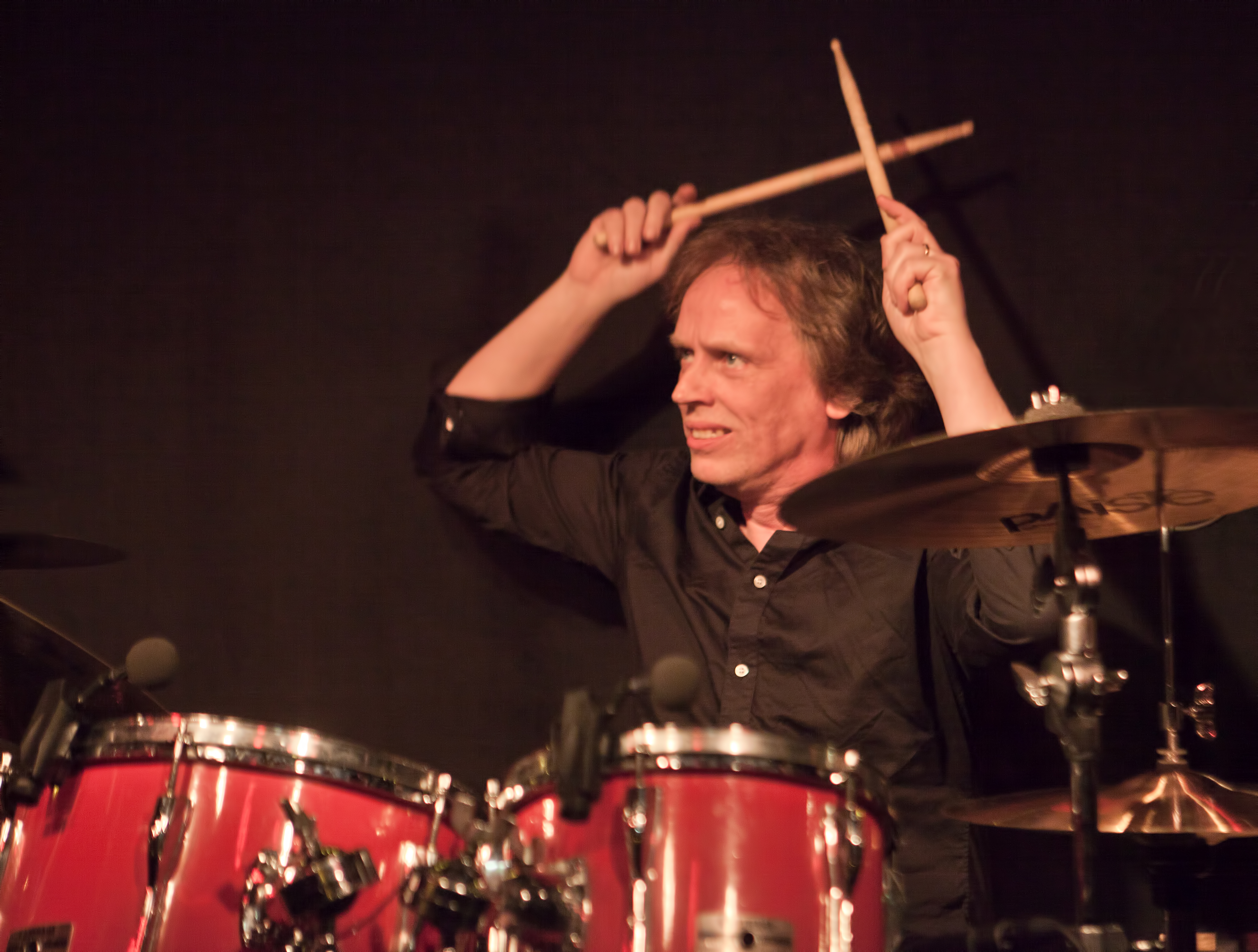
Kjell Gustavsson i april 2012

## Diskografi
- 1994 – Carlsson på scen
- 1998 – Ett uppträdande
- 2000 – Några grammofoninspelningar
- 2004 – En dryg timme
- 2008 – Ursäkt att vi finns
- 2011 – Ett Sextonårsjubileum